# 今・おも・ラジオ〜石川のラジオは今も面白い〜
『今・おも・ラジオ〜石川のラジオは今も面白い〜』（いま・おも・ラジオ いしかわのラジオはいまもおもしろい）は、2010年12月18日に石川県の県域放送局のNHK金沢放送局・北陸放送・エフエム石川の3局が共同制作し、放送されたラジオ番組。

## 番組概要
- 石川県でのラジオ放送開始80年を記念し、石川県域のラジオ局が共同制作したラジオ番組である。北陸放送およびエフエム石川は2008年に能登半島地震1年の防災特別番組を共同制作した経験があるが、NHK金沢放送局が参加する形での放送は今回が初めてであった[1]。
- 石川県石川郡野々市町（現・野々市市）の金沢工業大学扇が丘キャンパス内にある多目的ホールを会場として、11時から13時の間に生放送された。番組内では各放送局の番組の紹介やラジオ放送の今後などを話し合った他に、各放送局が保有する貴重な音源も放送された。

## 出演者

### パーソナリティ
かっこ内は出演当時の肩書
NHK金沢放送局
- 福井慎二（NHK金沢放送局アナウンサー） - 総合進行
- 片山千恵子（同上）

北陸放送
- 角野達洋（北陸放送アナウンサー）
- 福島彩乃（同上、12時台のみ出演）

エフエム石川
- 丸山慶子（エフエム石川アナウンサー）
- 松岡理恵（同上、12時台のみ出演）

### ゲスト
- 亀渕昭信（音楽評論家・ディスクジョッキー）
  - 番組後半ではサンタクロースに扮して参加。

## 放送時間
いずれも日本標準時（JST）。
NHK金沢放送局（ラジオ第1）
- 11:00〜12:00、12:15〜13:00
  - 12:00〜12:15は、『NHKニュース』で中断。また、通常放送している『文芸選評』・『ひるのいこい』・『民謡をたずねて』は休止。

北陸放送
- 11:00〜11:59、12:10〜12:54
  - 12:00〜12:10は、『MROニュース』で中断。また、『好キっと土曜日!』は11:00で終了。

エフエム石川
- 11:00〜11:54、12:00〜12:54
  - 11:55〜12:00は、『FM石川ニュース』（JFNニュース）で中断。また、通常放送しているジャパンエフエムネットワーク（JFNC）制作の番組は休止。

## 番組の流れ

### 11時台
（出演者）福井・片山・角野・丸山
- 各放送局の歴史・保有する音源の放送
- ラジオ放送の歴史（福井が進行）
- 各出演者と亀渕昭信とのトーク
- 金沢工業大学PMC（ポピュラー・ミュージック・コレクション）の紹介（角野がリポート）

### 12時台
（出演者）11時台の4人と福島・松岡
- 各放送局による番組紹介
  - エフエム石川 - 『Afternoon Cruise』、『Do it!』、『Dream Friday FROM K!』、『KANAZAWA HOT 100』（各番組とも番組宣伝CMの短縮版）
  - 北陸放送 - 『おはよう朝ラジ!』、『ナイターオフ限定!夜は本多町パラダイス(?)』、『好キっと土曜日!』、『げつきんワイド!おいね★どいね』（各番組の出演者が紹介するオリジナル版）
  - NHK金沢放送局 - 『FMジュークボックス』、BCリーグ応援実況中継、『金沢発ラジオ深夜便』（2010年9月24日放送分）
- 各出演者と亀渕とのトーク
- ラジオ放送の今後

## 番組内で放送された主な音源
NHK
- ベルリンオリンピック（1936年）の競泳女子200m決勝実況「前畑ガンバレ」
- 太平洋戦争開戦の臨時ニュース（1941年12月8日）
- 玉音放送（大東亜戦争終戦の詔書、1945年8月15日）
- 『のど自慢素人音楽会』第1回オープニング（現在の『NHKのど自慢』の起源）
- ラジオドラマ『君の名は』第1回オープニング

北陸放送
- 『日本列島ここが真ん中』
  - 第1回放送分（秋山ちえ子への電話インタビュー）
  - 松任谷由実出演分（タイトルコール、中継）

エフエム石川
- 開局時のジングルおよびエフエム石川代表取締役社長（当時）による開局宣言

その他
- 『オールナイトニッポン』第1回オープニング（ニッポン放送、亀渕昭信出演）